# Paola dei conti Antonelli
Paola Antonelli (1918 – Pontedera, 1994) è stata una nobildonna italiana.
Conosciuta anche come Donna Paola, nota per essere stata la moglie dell'imprenditore italiano Enrico Piaggio. 

## Biografia
Paola dei conti Antonelli viene descritta come una persona riservata e modesta, che non ha mai ostentato il lusso che possedeva, ma anche una donna all’avanguardia, sportiva, dinamica, guidava la macchina, andava a cavallo ed in bicicletta e giocava a tennis. 
È morta nel 1994, all’età di 76 anni; i suoi funerali si sono svolti a villa di Varramista alle porte di Pontedera, Pisa.

## Matrimoni e discendenza
Nel 1938 sposa il colonnello Alberto Bechi Luserna, dal quale ebbe la figlia Antonella Bechi Piaggio.
Nei primi anni '50 si unisce in seconde nozze ad Enrico Piaggio, una grande storia d'amore e di collaborazione in cui l'imprenditore adotta la figlia Antonella, che andrà poi sposa a Umberto Agnelli.

## Filmografia
- Enrico Piaggio - Un sogno italiano, regia di Umberto Marino - film TV (2019)